# Ranilug
Ranilug (in serbo Ранилуг?, Ranilug; in albanese Ranillug) è un comune del Kosovo, nel distretto di Gjilan. Nel 2015 aveva una popolazione di 5 800 abitanti.
In seguito agli accordi di Bruxelles del 2013, il comune è divenuto parte della Comunità delle municipalità serbe.

## Storia

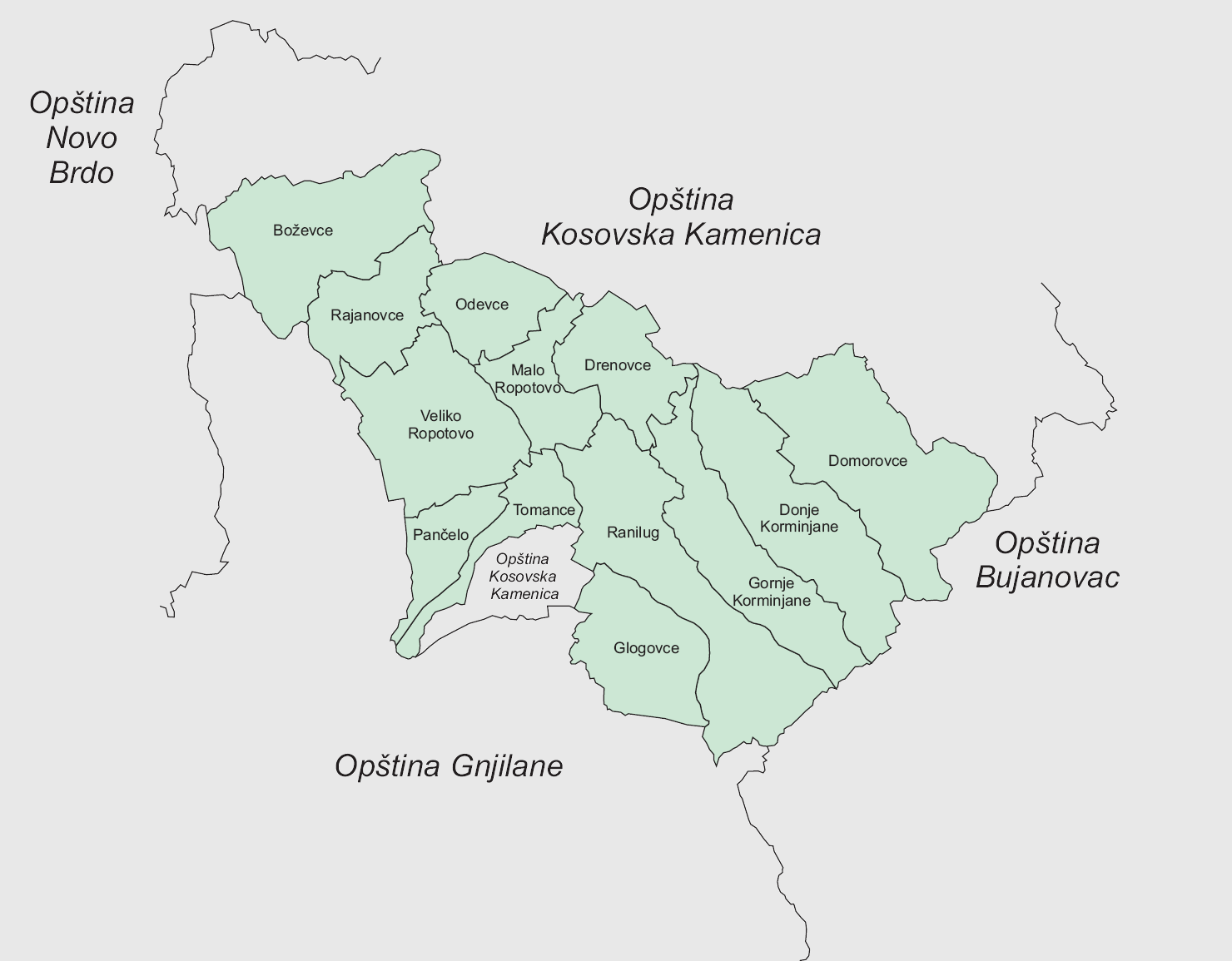
Divisione amministrativa di Ranilug

Fino al 2010, Ranilug faceva parte del comune di Kamenicë. Il 5 gennaio 2010 si tenne il consiglio comunale costitutivo e Ranilug divenne una municipalità a sé stante. Sebbene il comune sia abitato soprattutto da serbi, quest'atto non fu riconosciuto dal governo della Serbia, che non riconosce la Repubblica del Kosovo, e quindi le sue variazioni amministrative.
Dopo gli accordi di Bruxelles del 2013 tra i governi di Serbia e Kosovo, la Serbia riconobbe le municipalità e l'amministrazione kosovara del territorio e i due Paesi si accordarono per creare una Comunità dei comuni serbi, che opererà entro il quadro legale del Kosovo.

## Geografia antropica
Oltre alla sede comunale di Ranilug, il comune include i seguenti villaggi (è riportata prima la denominazione in serbo, poi quella in albanese):
- Boževce / Bozhec
- Domorovce / Domoroc
- Drenovce / Drenoc
- Glogovce / Gllogoc
- Odevce / Hodec
- Gornje Korminjane / Kormnjan i Epërm
- Donje Korminjane / Kormnjan i Poshtëm
- Pančelo / Pançellë
- Rajanovce / Rajnoc
- Malo Ropotovo / Ropotovë e Vogël
- Veliko Ropotovo / Ropotovë e Madhe
- Tomance / Tomanc

## Società

### Evoluzione demografica
Secondo il censimento del 2011 organizzato dal governo del Kosovo, il comune di Ranilug avrebbe avuto 3 900 abitanti. Tuttavia, in un rapporto OSCE del 2015, la popolazione di Ranilug risulta di 5 800 abitanti, inclusi i rifugiati interni.

### Composizione etnica
Il comune di Ranilug vede una schiacciante maggioranza di serbi (98,6%), con una minoranza di albanesi (1,4%). Gli albanesi abitano in due villaggi: Veliko Ropotovo (Ropotovë e Madhe) e Donje Korminjane (Korminjan i Poshtëm).

### Evoluzione demografica
| Composizione etnica |       |      |          |     |        |
| Anno/Etnia          | Serbi | %    | Albanesi | %   | Totale |
| 2015                | 5 718 | 98,6 | 82       | 1,4 | 5 800  |